# David Backes

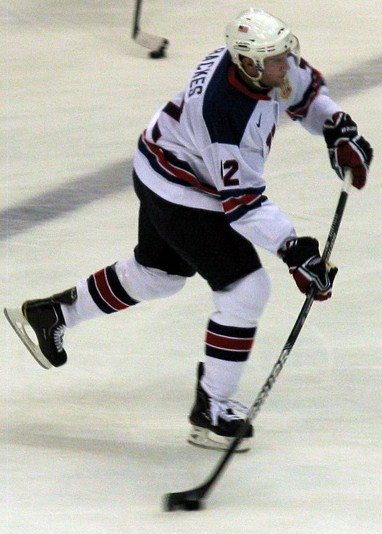
Backes i det amerikanska landslaget.

David Anthony Backes, född 1 maj 1984 i Minneapolis, Minnesota, är en amerikansk professionell ishockeyspelare som spelar för Boston Bruins i NHL. Han har tidigare spelat för St. Louis Blues.

## NHL
Backes valdes av St. Louis Blues som 62:a spelare totalt i NHL-draften 2003. Han debuterade i NHL för Blues säsongen 2006–07 med 10 mål och 13 assist för totalt 23 poäng på 49 matcher. Sin andra säsong i ligan, 2007–08, gjorde han 13 mål och 18 assist för 31 poäng på 79 matcher.
Backes slog igenom på allvar i NHL under sin tredje säsong i St. Louis Blues, 2008–09, då han gjorde 31 mål och 23 assist för 54 poäng på 82 matcher, tillsammans med 165 utvisningsminuter. Han fick, likt hela laget, upp ångan i slutet av säsongen och hade uppvisning i en match på bortais mot Detroit Red Wings 2 april 2009 då han gjorde 4 mål. St. Louis vann matchen med 5-4. St. Louis var NHL:s formstarkaste lag i slutet av säsongen och spurtade sig till en slutspelsplats. I första rundan av Stanley Cup-slutspelet åkte man dock ut mot Vancouver Canucks i fyra raka matcher. Backes gjorde 1 mål och 2 assist i matchserien.
2009–10 var något av ett mellanår för Backes som gjorde 17 mål och 31 assist för 48 poäng på 79 matcher. St. Louis hamnade dessutom utanför slutspelet.
2010–11 var David Backes tillbaka i målform och gjorde åter igen 31 mål på 82 matcher, den här gången tillsammans med 31 assist för personbästa 61 poäng. Han kom dessutom tvåa i NHL:s plus och minus-statistik bakom Boston Bruins Zdeno Chara med +32, detta trots att St. Louis missade slutspelet för andra året i rad.
Inför säsongen 2010–11 utsågs Backes till ny lagkapten i St. Louis Blues.

## Internationellt
Backes har spelat tre VM-turneringar för USA, 2007 i Ryssland, 2008 i Kanada och 2009 i Schweiz där USA slutade femma, sexa och fyra. Han deltog också i OS 2010 i Vancouver där USA förlorade en dramatisk final på övertid mot Kanada.

## Spelstil
David Backes är en stor och fysiskt spelande power forward som kan spela som center eller högerforward.

## Statistik
USHL = United States Hockey League, WCHA = Western Collegiate Hockey Association

### Klubbkarriär
| 1999–00    | Spring Lake Park          | MN-HS      | 24  | 17  | 20  | 37  | —   | —  | —  | —  | —  | —  |
| 2000–01    | Spring Lake Park          | MN-HS      | 24  | 29  | 46  | 75  | —   | —  | —  | —  | —  | —  |
| 2001–02    | Spring Lake Park          | MN-HS      | 25  | 31  | 36  | 67  | —   | 2  | 1  | 1  | 2  | —  |
| 2001–02    | Lincoln Stars             | USHL       | 30  | 11  | 10  | 21  | 54  | 3  | 0  | 0  | 0  | 2  |
| 2002–03    | Lincoln Stars             | USHL       | 57  | 28  | 41  | 69  | 126 | 7  | 4  | 1  | 5  | 17 |
| 2003–04    | Minnesota State Mavericks | WCHA       | 39  | 16  | 21  | 37  | 66  | —  | —  | —  | —  | —  |
| 2004–05    | Minnesota State Mavericks | WCHA       | 38  | 17  | 23  | 40  | 55  | —  | —  | —  | —  | —  |
| 2005–06    | Minnesota State Mavericks | WCHA       | 38  | 13  | 29  | 42  | 91  | —  | —  | —  | —  | —  |
| 2005–06    | Peoria Rivermen           | AHL        | 12  | 5   | 5   | 10  | 10  | 3  | 1  | 1  | 2  | 8  |
| 2006–07    | Peoria Rivermen           | AHL        | 31  | 10  | 3   | 13  | 47  | —  | —  | —  | —  | —  |
| 2006–07    | St. Louis Blues           | NHL        | 49  | 10  | 13  | 23  | 37  | —  | —  | —  | —  | —  |
| 2007–08    | St. Louis Blues           | NHL        | 72  | 13  | 18  | 31  | 99  | —  | —  | —  | —  | —  |
| 2008–09    | St. Louis Blues           | NHL        | 82  | 31  | 23  | 54  | 165 | 4  | 1  | 2  | 3  | 10 |
| 2009–10    | St. Louis Blues           | NHL        | 79  | 17  | 31  | 48  | 106 | —  | —  | —  | —  | —  |
| 2010–11    | St. Louis Blues           | NHL        | 82  | 31  | 31  | 62  | 93  | —  | —  | —  | —  | —  |
| 2011–12    | St. Louis Blues           | NHL        | 82  | 24  | 30  | 54  | 101 | 9  | 2  | 2  | 4  | 18 |
| 2012–13    | St. Louis Blues           | NHL        | 48  | 6   | 22  | 28  | 62  | 6  | 1  | 2  | 3  | 0  |
| 2013–14    | St. Louis Blues           | NHL        | 74  | 27  | 30  | 57  | 119 | 4  | 0  | 1  | 1  | 2  |
| 2014–15    | St. Louis Blues           | NHL        | 80  | 26  | 32  | 58  | 104 | 6  | 1  | 1  | 2  | 2  |
| 2015–16    | St. Louis Blues           | NHL        | 79  | 21  | 24  | 45  | 83  | 20 | 7  | 7  | 14 | 8  |
| NHL totalt | NHL totalt                | NHL totalt | 727 | 206 | 254 | 460 | 969 | 49 | 12 | 15 | 27 | 40 |

### Internationellt
| År            | Lag           | Turnering     | Matcher | Mål | Assist | Poäng | Utv |
| ------------- | ------------- | ------------- | ------- | --- | ------ | ----- | --- |
| 2007          | USA           | VM            | 7       | 1   | 2      | 3     | 6   |
| 2008          | USA           | VM            | 6       | 0   | 1      | 1     | 35  |
| 2009          | USA           | VM            | 9       | 1   | 4      | 5     | 33  |
| 2010          | USA           | OS            | 6       | 1   | 2      | 3     | 2   |
| 2014          | USA           | OS            | 6       | 3   | 1      | 4     | 6   |
| Senior totalt | Senior totalt | Senior totalt | 34      | 6   | 10     | 16    | 82  |